# Paral·lel 50° sud
El paral·lel 50° sud és una línia de latitud que es troba a 50 graus sud de la línia equatorial terrestre. Travessa l'oceà Atlàntic, l'Oceà Índic, l'Oceà Pacífic i Amèrica del Sud.
En aquesta latitud el sol és visible durant 16 hores, 22 minuts durant el solstici d'hivern i 8 hores, 4 minuts durant el solstici d'estiu. El 21 de desembre, el sol és a 63,83 graus al cel i el 21 de juny, el sol és a 16,17 graus al cel.

## Geografia
En el sistema geodèsic WGS84, al nivell de 50° de latitud sud, un grau de longitud equival a 71,695 km; la longitud total del paral·lel és de 25.811 km, que és aproximadament 64,0% de la de l'equador, del que es troba a 5.541 km i a 4.461 km del pol Sud

## Arreu del món
A partir del Meridià de Greenwich i cap a l'est, el paral·lel 50° sud passa per: 
| Coordenades                              | País. Territori o mar | Notes                                                                    |
| ---------------------------------------- | --------------------- | ------------------------------------------------------------------------ |
| 50° 0′ S, 0° 0′ E / 50.000°S,0.000°E     | Oceà Atlàntic         |                                                                          |
| 50° 0′ S, 20° 0′ E / 50.000°S,20.000°E   | Oceà Índic            | Passa entre les illes Kerguelen, Terres Australs i Antàrtiques Franceses |
| 50° 0′ S, 147° 0′ E / 50.000°S,147.000°E | Oceà Pacífic          | Passa al sud de les illes Antípodes, Nova Zelanda                        |
| 50° 0′ S, 74° 53′ O / 50.000°S,74.883°O  | Xile                  | Arxipèlag Patagó i continent                                             |
| 50° 0′ S, 73° 26′ O / 50.000°S,73.433°O  | Argentina             |                                                                          |
| 50° 0′ S, 67° 54′ O / 50.000°S,67.900°O  | Oceà Atlàntic         |                                                                          |